# Red Bull Paranauê

Red Bull Paranauê é uma competição anual de capoeira, considerada o campeonato mundial deste esporte, e que visa premiar o capoeirista mais completo do mundo, aquele capaz de jogar e passear pelos principais segmentos de capoeira.

## Fórmula de disputa
Os competidores tem que mostrar suas habilidades em três dos principais segmentos da capoeira: Angola, Regional e Contemporânea. Assim, para definir o campeão, o evento tem três toques da capoeira, cada um representando um estilo específico: Toque Jogo de Dentro (Angola), Toque de Iúna (Regional) e Toque São Bento Grande Regional (Contemporânea).
A disputa ocorre da seguinte forma: dois capoeiristas se reúnem no centro e sorteiam dois toques para serem jogados, com quarenta segundos para cada um dos toques. Seis mestres serão os juízes, definindo, entre os dois participantes de cada jogo, quem jogou melhor, que será considerado o vencedor desta disputa.

## Edições
| Edição | Ano  | Sede                                 | Campeão                        | Ref.        |
| ------ | ---- | ------------------------------------ | ------------------------------ | ----------- |
| 1      | 2017 | Largo do Farol da Barra, Salvador–BA | Lucas Dias Ferreira, o "Ratto" | [ 1 ] [ 4 ] |